# エドウィジュ・フェネシュ
エドウィジュ・フェネシュ（Edwige Fenech 1948年12月24日 - ）は、フランス領アルジェリア生まれのイタリアの女優、映画製作者。

## 略歴
としてフランス領アルジェリアのコンスタンティーヌ県ボーヌ（現在のアルジェリア民主人民共和国アンナバ）に生まれる。父はマルタ人、母はシチリア人。
強烈なセックスアピールを活かして女優となり、1970年代から1980年代を通じてイタリアの映画界で活躍。1970年の『ファイブ・バンボーレ』など、多数の艶笑喜劇や刑事物スリラーやジャッロに出演。それらの大半はセルジオ・マルティーノの監督作品であった。1980年代にテレビタレントとなり、バーバラ・ブーシェと共にイタリアのトーク番組に出演した。

## 映画製作
製作者としてはアル・パチーノと共に『ヴェニスの商人』などを手がけた。女優としては、2007年、タランティーノのオファーを受けて『ホステル2』（イーライ・ロス監督作品）に出演している。

## プライベート
1990年代中期に、イタリアの有名な実業家で、元フェラーリ会長のルカ・コルデーロ・ディ・モンテゼーモロと婚約したがその後破棄した。なお、息子のエドウィン・フェネックは、元フェラーリ・ジャパン社長で現在フェラーリの北アメリカ部門の社長を務める。